# ルクセンブルク主義

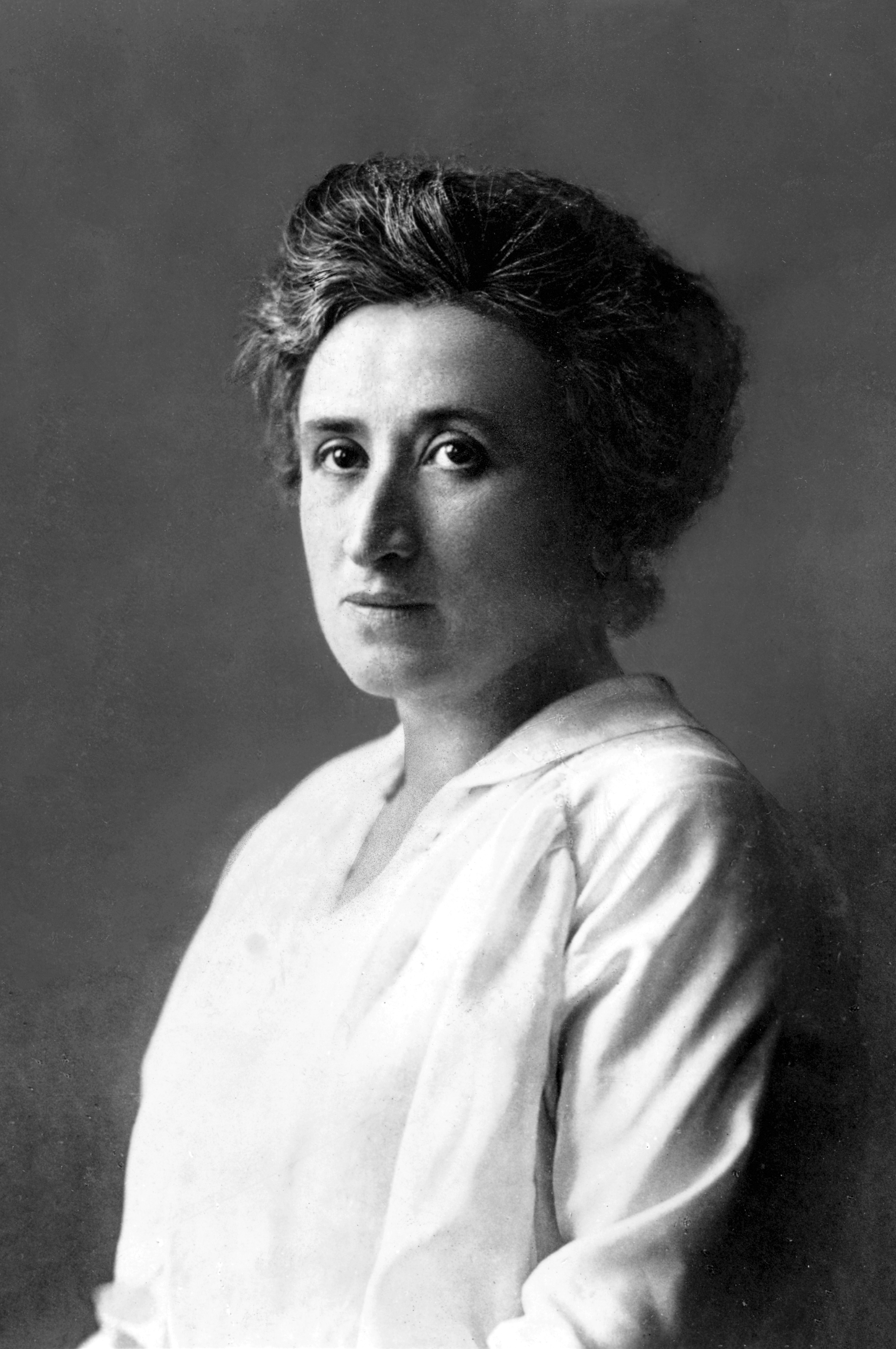
ローザ・ルクセンブルク

ルクセンブルク主義（英: Luxemburgism, Luxembourgism）は、ローザ・ルクセンブルクの記述を基とした、マルクス主義と共産主義の革命的理論の1つである。ロシア革命を支持する一方で、ローザ・ルクセンブルクが行ったウラジーミル・レーニンやレフ・トロツキーの政策への批判や、彼らの「民主集中制」の概念を民主主義として認めない事を支持する。

## 概要
歴史学者の M. K. Dziewanowski によると、「ルクセンブルク主義」という用語は、最初はボリシェヴィキの指導者達がルクセンブルクの支持者達に対して伝統的なレーニン主義からの逸脱を非難するための造語だったが、後にルクセンブルクの支持者達自身によって採用されるようになった。

## 民主的な革命的社会主義
ルクセンブルク主義の中心的な信条は、民主主義と、可能な限り早期の革命の必要性である。これは（労働者が各職場で民主的な投票を行う）評議会共産主義に似ているが、ルクセンブルクは原則として（敵対勢力をも含めた議会などの）選挙を否定しない点で異なる。また、民衆を信頼して権威主義的な社会を避ける事ができるという主張としてはアナキズムと同じだが、革命的な闘争の中で労働者階級の主要で中心的な「革命的な党」を重視する点では異なる。そして、スターリン主義政府の全体主義に反対する一方で、同時に社会民主主義の改良主義を退ける点ではトロツキズムに似ているが、「レーニンとトロツキーはともに非民主主義的という誤りを犯した」と非難する点では異なる。
第一次世界大戦中にドイツの監獄の中で書かれた「ロシア革命」で、彼女はボルシェヴィキを絶対主義的な政治的実践や機会主義的な政策と批評した。例えば彼らの、1918年1月の憲法制定会議の抑圧や、小作人の共同体への古い封建主義的な私有地の部分的な支持などである。彼女はマルクスから生まれた概念の「永続革命」から、この批評を生み出した。マルクスはこの戦略を1850年3月の彼の "Address of the Central Committee to the Communist League" で概要を説明した。ボルシェヴィキに反対する新ブランキ主義者による永続革命の解釈では、マルクスの語った労働者階級の革命的な党派の役割は、一党制の国を作る事ではなく、1850年のドイツや1917年のロシアのように労働者階級が少数派の国では、国を明け渡す事だと論じた。

## 自発性および構成の弁証法
「自発性および構成の弁証法」(Dialectic of Spontaneity and Organisation)は、ローザ・ルクセンブルクの政治哲学の中心的な特徴で、「自発性」とは草の根で、党中心の階級闘争を組織するアナキズム的ともいえるアプローチである。彼女の主張では、自発性と構成（組織）とは、分割可能または分割された活動ではなく、１つの政治的過程の異なった瞬間であり、片方が存在しなければ他方も存在しない。彼女の視点から発生したこれらの信念は、初歩的で自然発生的な階級闘争があり、それはより上位レベルの階級闘争から生じる。

## 民族自決への批判
ローザ・ルクセンブルクはまた、前の支配者であるツァーリの抑圧された民族や国の自決権というレーニンやトロツキーの視点を批判する。彼女はこの視点を、社会主義に敵対するブルジョワの軍隊の代わりにこれらの国々に干渉する帝国主義者のための既成の体制とみなす。これに対してレーニンの支持者のナショナリストは、ボリシェヴィキが指導した革命によって、以前はツァーリの帝国の一部であった多くの異なった国々が解放されたのは事実だと反論する。

## 帝国主義戦争と資本主義への批判
ボリシェヴィキの政策への批判の一方で、ローザ・ルクセンブルクは社会民主主義や第二インターナショナルの振る舞いを、社会主義への完全な裏切りとみなした。それは、第一次世界大戦勃発の際に世界中の社会民主主義政党は、戦争中に「城内平和」の名の下に各国のブルジョワを支持する事で、世界中の労働者階級を裏切ったからである。これは彼女自身が所属するドイツ社会民主党(SPD)も含まれ、その多数派は国会で戦費調達のための投票に賛成した。
彼女は、戦争を国家のブルジョワ階級が世界の資源と市場を支配するための大量虐殺とみなし、そこへ各国の労働者階級の若者を送ることに反対した。彼女は第二インターナショナルを、資本主義のための事務作業を行っている機会主義政党にすぎないとみて、それから抜け出した。彼女はカール・リープクネヒトと、彼らの見解を持つドイツの強力な運動としてドイツ共産党を組織したが、投獄と釈放を繰り返し、1919年のドイツ革命の失敗の中で殺害された。

## 現在
現在のルクセンブルク主義者の革命的運動の活動は非常に少ない。2つの小さな国際的ネットワークがルクセンブルク主義を主張している。2005年に設立された Communist Democracy (Luxemburgist)  と、2008年に設立された International Luxemburgist Network  である。
また彼女の思想に幅広い関心を持つ層が、特にフェミニストや、トロツキスト、ドイツの左翼の中などに存在する。著名な現代のマルクス主義者の思想によって革命理論を修正する動きにはエルネスト・マンデルなどがあり、「ルクセンブルク主義者」と呼ばれる事がある。2002年にはベルリンで、ローザ・ルクセンブルクとカール・リープクネヒトを讃えるイベントが開催され、数万人が行進し、他の9万人が彼らの墓にカーネーションを置いた。
多くの社会主義者は、自分自身をルクセンブルク主義者と見るかどうかにかかわらず、ローザ・ルクセンブルクを革命的社会主義の殉教者とみている。ルクセンブルク主義者にとって、民主主義を社会主義との矛盾と見るよりも社会主義の基本的な要素とみなす見解である「民主主義の社会主義概念」などは、彼女の断固たる民主主義への献身と、資本主義の熱心な否定である。現在の多くの社会主義者はトロツキストを含め、彼らの理論や政策に彼女の重要な影響があると考えているが、彼ら自身を「ルクセンブルク主義者」とはみなしていない。

## 著名なルクセンブルク主義者
| - カール・リープクネヒト - en:Paul Frölich - en:René Lefeuvre - Daniel Singer | - Alain Guillerm - en:Eric Chester - en:Ethem Nejat - en:Staughton Lynd |